# كونزية مثمرة
كونزية مثمرة (الاسم العلمي:Kunzea pomifera) هي نوع من النباتات تتبع جنس الكونزية من فصيلة الآسية. تم وصف هذا النوع من النبات علمياً لأول مرة من قبل فرديناند فون مولر سنة 1855.